# Mardin dei Siri
Mardin dei Siri (łac. Mardinensis Syrorum) – stolica historycznej diecezji w Turcji erygowanej w roku 1888, a zlikwidowanej w roku 1972. 
Siedzibą  było tureckie miasto Mardin.  Obecnie katolickie biskupstwo tytularne ustanowione w 1972 przez papieża Pawła VI. 

## Biskupi tytularni
| Lp. | Biskup                         | Funkcja                     | Od               | Do             |
| --- | ------------------------------ | --------------------------- | ---------------- | -------------- |
| 1   | Denys Raboula Antoine Beylouni | biskup pomocniczy Antiochii | 12 lipca 1983    | 1 czerwca 1991 |
| 2   | Gregorios Elias Tabé           | biskup pomocniczy Damaszku  | 25 maja 1996     | 8 maja 1999    |
| 3   | Denys Raboula Antoine Beylouni | biskup kurialny Antiochii   | 16 września 2000 |                |